# Ефимова, Людмила Ивановна
Людмила Ивановна Ефимова (урождённая Шулик; 23 января [5 февраля] 1911, Санкт-Петербург — 1987) — советский скульптор. Работала в творческом тандеме со скульптором Н. К. Вентцель.

## Биография

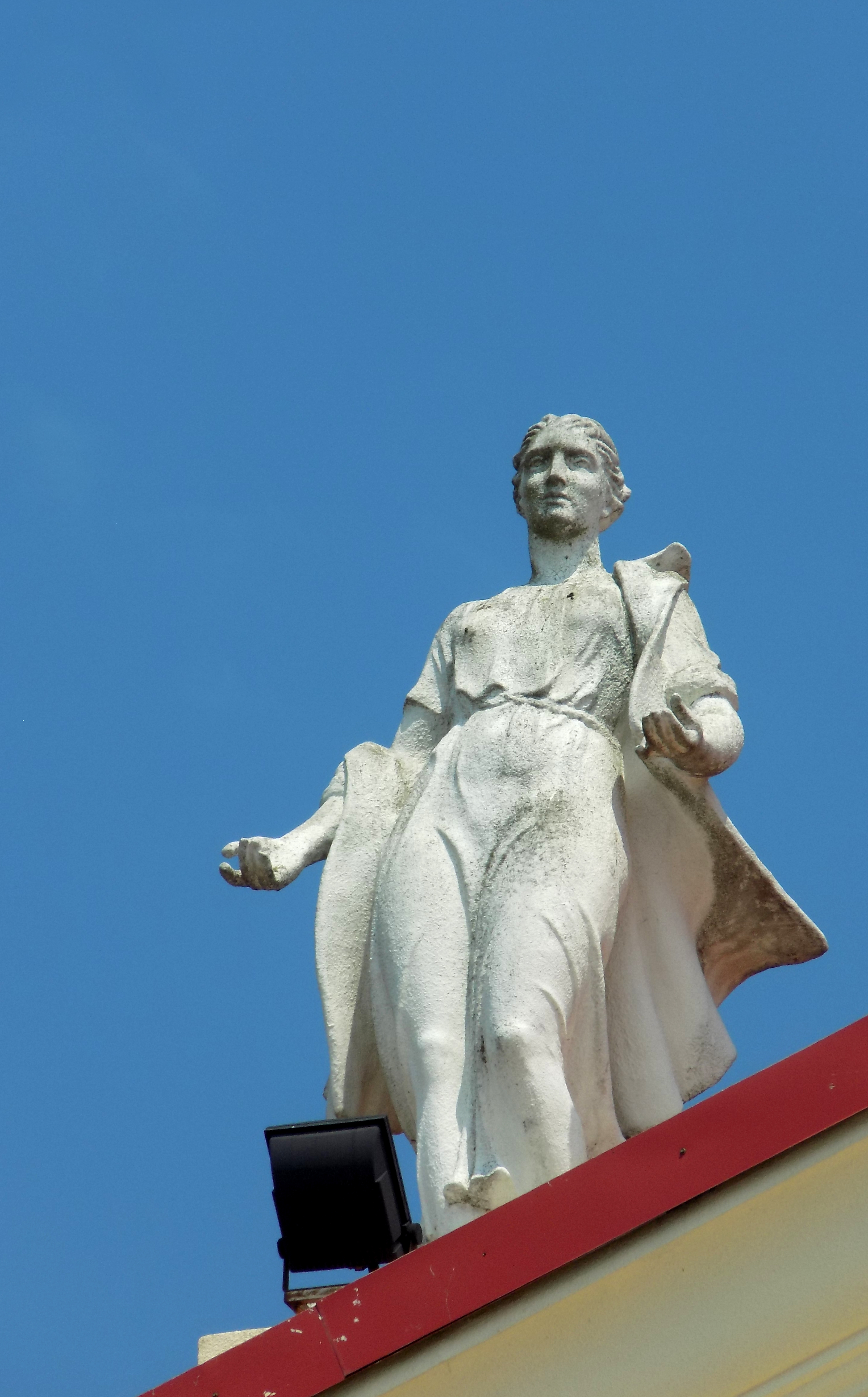
Скульптура «Живопись» на фронтоне Зимнего театра в Сочи

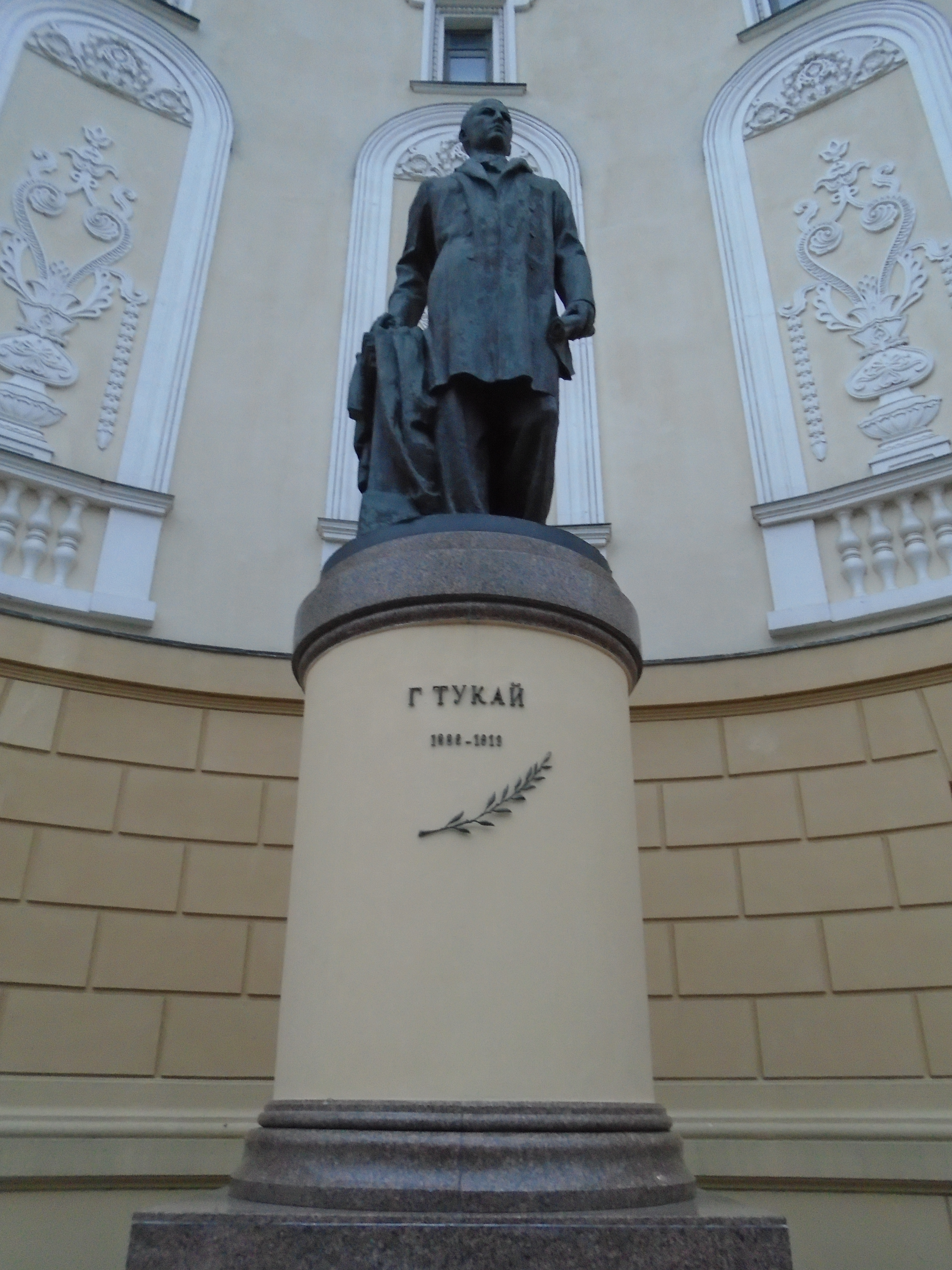
Памятник Г. Тукаю в Казани

Людмила Шулик родилась 23 января (5 февраля) 1911 года в Санкт-Петербурге в семье служащего и портнихи. В 1912 году отец Людмилы умер. В 1928 году она поступила в Одесский художественный институт. Там познакомилась со скульптором Н. К. Вентцель, с которой в дальнейшем часто работала вместе. В 1932 году окончила институт, защитив дипломную работу — барельеф «Мужской портрет» и фигуру «Свобода» (руководитель Б. И. Яковлев). Впервые приняла участие в художественной выставке в 1930 году в Одессе. Состояла в Союзе художников СССР.
С 1933 года работала во «Всекохудожнике», выполняла скульптуры на спортивную тему. Со второй половины 1930-х годов Л. И. Ефимова-Шулик привлекалась к оформлению значимых зданий и сооружений. В 1935 году её скульптура «Плотник» вместе с парной к ней фигурой «Каменщик» работы Н. К. Вентцель была принята госкомиссией под руководством архитектора И. Ф. Жолтовского для скульптурного оформления строящегося по его проекту в Сочи Дома Управления уполномоченного ВЦИК СССР (ныне Сочинский художественный музей имени Дмитрия Жилинского). В дальнейшем скульптуры «Плотник» и «Каменщик» тиражировались на изокомбинате «Всекохудожник» и использовались для оформления зданий в разных городах страны. В частности, они установлены над боковыми колоннами портика гостиницы «Смоленск» в Смоленске (1939, архитекторы Б. М. Великовский и И. А. Голосов).
В 1937 году Л. И. Ефимова-Шулик выполнила для фронтона Зимнего театра в Сочи аллегорическую женскую фигуру «Живопись». Первоначально у фигуры «Живопись» в правой руке была кисть, а в левой — палитра, однако в настоящее время её руки пусты. Две другие аллегорические фигуры «Зодчество» («Архитектура») и «Ваяние» («Скульптура») для фронтона театра выполнила Н. К. Вентцель. В 1938 году представила скульптуру «Рыбак», предназначавшуюся для моста в Сочи. В 1939 году занималась скульптурным оформлением зрительного зала драматического театра в Комсомольске-на-Амуре: выполнила портреты и барельефы драматургов и композиторов. Во время Великой Отечественной войны находилась в эвакуации в Душанбе.
В 1947 году для жилого дома в Москве выполнила скульптуры «Урожай», «Плодородие» и «Строитель» (бетон). В 1954 года по предложению архитектора И. Г. Гайнутдинова выполнила для Татарского театра оперы и балета в Казани памятник Г. Тукаю (парный к нему памятник А. С. Пушкину выполнила Н. К. Вентцель). В 1956 году для фронтона театра выполнила две сидящие фигуры: «Мыслитель» и «Изобилие» (бетон). Занималась оформлением ряда павильонов на ВДНХ: «Животноводство» и «Киргизия» (1939 и 1950), «БАССР» (1950-е), «Зерно» (1960-е).
Среди станковых скульптур Л. И. Ефимовой-Шулик: «Крестьянка» (гипс, 1934), «Маскарад» (гипс, 1935), «М. Ю. Лермонтов» (фигура — гипс тонированный, 1939), «Б. М. Тенин в роли Швейка» (терракота, 1945), портреты режиссёра С. И. Юткевича (гипс тонированный, 1956) и балетмейстера К. Я. Голейзовского (бетон, 1957), «Комсомолец Молдавии» (терракота, 1957) и другие. Выполнила гипсовый проект памятника Т. Г. Шевченко для Харькова (1929, 2-я премия конкурса).
Умерла в 1987 году.